# Felix Lee

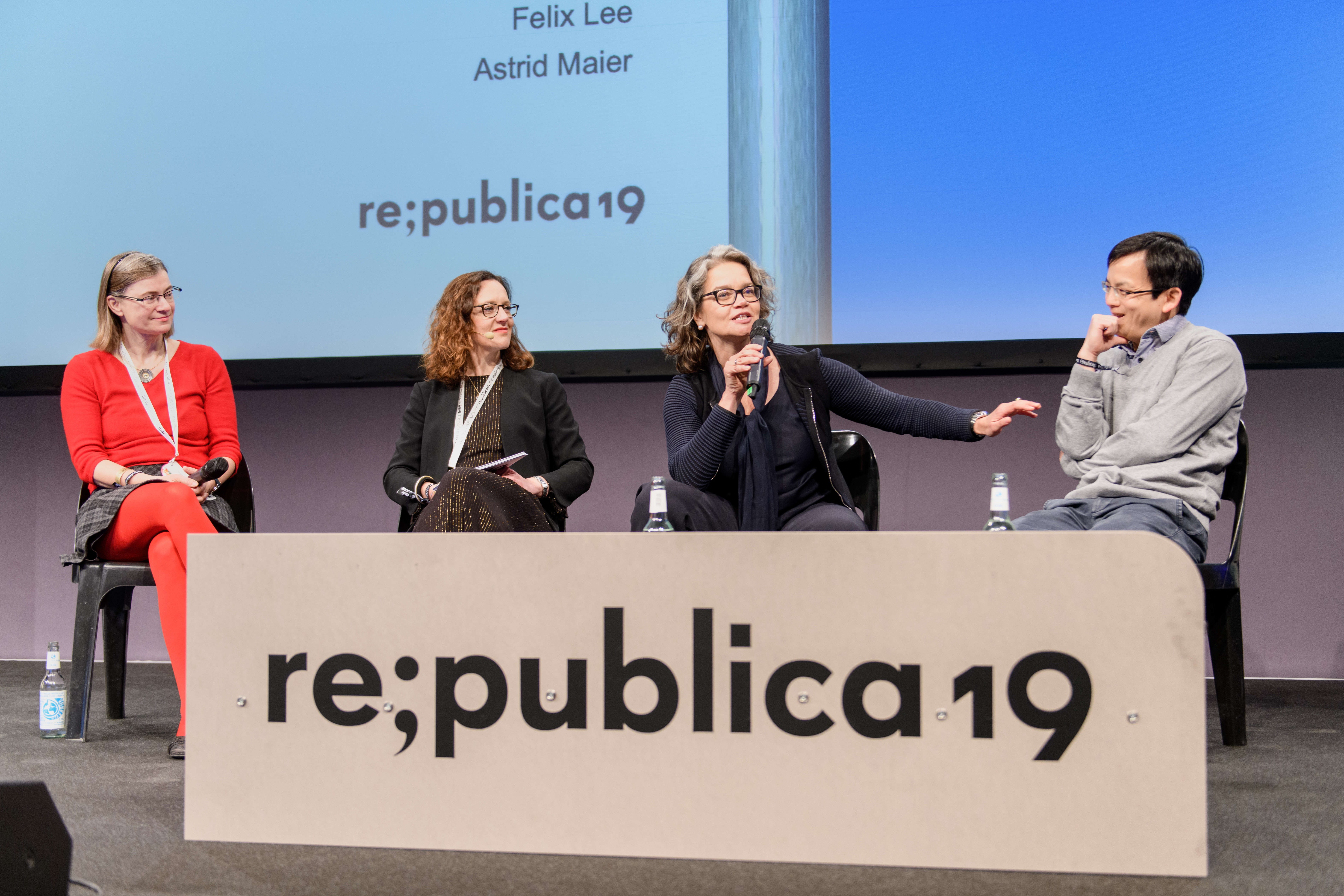
Anke Domscheit-Berg, Astrid Maier, Claudia Nemat und Felix Lee bei der re:publica 2019

Felix Lee (* 1975 in Wolfsburg) ist ein deutsch-chinesischer Journalist.

## Leben
Felix Lee wuchs in seinem Geburtsort Wolfsburg, in Shanghai und in Peking, wo er die deutsche Schule besuchte, auf. Sein Vater ist Wenpo Lee, ehemals Manager bei VW. Felix Lee machte in Wolfsburg sein Abitur und studierte im Anschluss Sozialwissenschaften, Volkswirtschaft und Politikwissenschaft an der Georg-August-Universität Göttingen. Anschließend absolvierte er die Berliner Journalisten-Schule. Danach arbeitete er beim Rundfunk Berlin-Brandenburg (RBB). 2003 ging er zunächst als Berlinredakteur zur Die Tageszeitung, wechselte später ins Wirtschaftsressort und war zwischen 2012 und 2019 deren Korrespondent in Peking. In dieser Zeit schrieb er überdies für zahlreiche weitere deutschsprachige Medien, wie für Zeit Online und die Funke Mediengruppe, sowie für die österreichische Tageszeitung Die Presse und die luxemburgische Tageszeitung Luxemburger Wort. Von 2021 bis 2024 schrieb er für das China.Table Professional Briefing des Medienhauses Table Media. Seit Oktober 2024 ist er Redakteur bei Süddeutsche Zeitung Dossier Geoökonomie.
Im Fernsehen war er zu Gast unter anderen bei Hart aber fair, Presseclub, der Phoenix Runde, Auf den Punkt bei der Deutschen Welle, Maybrit Illner, DAS! beim NDR sowie Markus Lanz und Maischberger. Sein Werk „China, mein Vater und ich“ wurde 2023 mit dem Deutschen Wirtschaftsbuchpreis ausgezeichnet, den das Handelsblatt gemeinsam mit der Frankfurter Buchmesse und der Investmentbank Goldman Sachs vergibt.

## Publikationen
- Der Gewinner der Krise. Was der Westen von China lernen kann. Rotbuch, Berlin 2011, ISBN 978-3-86789-127-1.
- Macht und Moderne. Chinas großer Reformer. Deng Xiaoping – die Biographie. Rotbuch, Berlin 2014, ISBN 978-3-86789-195-0.
- China, mein Vater und ich. Über den Aufstieg einer Supermacht und was Familie Lee aus Wolfsburg damit zu tun hat. Ch. Links, Berlin 2023, ISBN 978-3-96289-169-5
- China: Auswege aus einem Dilemma, mit Finn Mayer-Kuckuk, Ch. Links, Berlin 2024, ISBN 978-3-96289-218-0